# Maurine Dorneles Gonçalves
Maurine Dorneles Gonçalves, född den 14 januari 1986 i Rio Grande do Sul, Brasilien, är en brasiliansk fotbollsspelare. Vid fotbollsturneringen under OS 2008 i Peking deltog hon i det brasilianska lag som tog silver. 